# کنترل از راه دور EMCO
کنترل ازراه دور EMCO (انگلیسی: EMCO Remote Installer) ابزاری برای توزیع نرم‌افزار برای ویندوز است. این برنامه به مدیران شبکه اجازه می‌دهد نرم‌افزارهای رایانه ای از راه دور ویندوز متصل به یک شبکه محلی را نصب و حذف کنند، و نرم‌افزارهای نصب شده و به روزرسانی‌های ویندوز را از راه دور ممیزی کنند.

## جسارتهای وابسته
- لندسک-LANDDesk
- نول ZENکار می‌کند